# Convenção Europeia dos Direitos Humanos

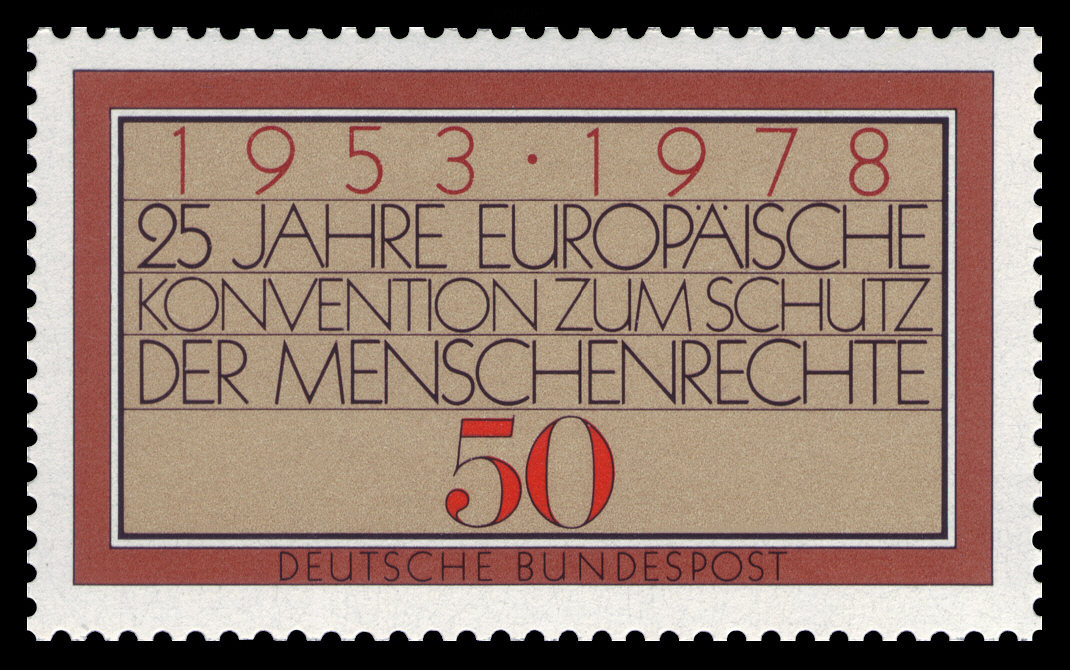
Escreva uma legenda curta que descreva como esta imagem é relevante para Convenção Europeia dos Direitos Humanos

A Convenção Europeia dos Direitos Humanos foi adotada pelo Conselho da Europa, em 4 de novembro de 1950, e entrou em vigor em 1953. O nome oficial da Convenção é « Convenção para a proteção dos Direitos do Homem e das liberdades fundamentais» e tem por objetivo proteger os Direitos Humanos e as liberdades fundamentais, permitindo um controle judiciário do respeito desses direitos individuais. A Convenção faz referência à Declaração Universal dos Direitos Humanos, proclamada pelas Nações Unidas em 10 de dezembro de 1948.
A fim de permitir o controle do respeito efetivo dos direitos humanos, a Convenção instituiu o Tribunal Europeu dos Direitos Humanos (ou Corte Europeia dos Direitos Humanos), efetivo em 1954, e o Comitê de Ministros do Conselho da Europa.
A Convenção evoluiu com o passar do tempo e compreende diversos protocolos. Por exemplo, o protocolo n° 6 proíbe a pena de morte, com exceção de caso de guerra.
Nota : O Conselho da Europa não deve ser confundido com o Conselho Europeu, que não é parte envolvida na Convenção (apesar de ter aderido à Convenção pelo Tratado de Roma (2004)) e não tem nenhum papel na administração do Tribunal Europeu dos Direitos Humanos. No entanto, a Convenção exerce uma certa influência sobre o Direito na União: por exemplo, a carta dos direitos fundamentais da União, no seu preâmbulo, « reafirma...os direitos que resultam notadamente...da jurisprudência...do Tribunal Europeu dos Direitos do Homem ».